# Il mondo dell'apocalisse
Il mondo dell'Apocalisse (Apocalypse World) è un gioco di ruolo indie postapocalittico di D. Vincent Baker e Meguey Baker, pubblicato nel 2010. In italia è stato pubblicato da Narrattiva.
È stato il gioco che ha sviluppato il motore per l'appunto chiamato Powered by the Apocalypse, un regolamento di grande successo nel mondo dei giochi di ruolo.
Il gioco abbina un regolamento semplice e innovativo a un linguaggio diretto molto adatto all'ambientazione. Ambientazione che non è prefissata, ma in questo gioco di ruolo viene definita tanto dal Master quanto dai giocatori, a partire dalla prima sessione di gioco, nella quale descriveranno assieme un mondo interessante per tutti coloro che si siedono al tavolo.
Dopo l'uscita del film Mad Max: Fury Road, ambientato in un futuro apocalittico, nel 2016 una seconda edizione del gioco è stata lanciata con successo su Kickstarter. Questa edizione, che vede in veste di co-autrice anche la moglie di Vincent, Meguey Baker, ha aggiornato alcune delle meccaniche, ha integrato nuovi libretti dei personaggi a loro modo ispirati al film di George Miller, ma ha mantenuto la maggior parte del design dell'originale.

## Sistema di gioco
La meccanica centrale de Il mondo dell'apocalisse è la "mossa". Ogni volta che un personaggio compie un'azione il giocatore deve dichiarare la mossa che usa e tirare i dadi, il risultato del tiro stabilisce il successo o meno dell'azione. Si tirano 2 dadi a 6 facce, il risultato si somma a uno dei 5 punteggi presenti sulla scheda (Freddo, Duro, Caldo, Acuto o Strano), in base alla Mossa che si vuole svolgere: se si ottiene 10+ allora è un successo, con 7-9 l’azione ha comunque un esito positivo, ma con qualcosa che magari non ha funzionato al meglio, oppure ottenendo solo un successo parziale, invece con 6 o meno si è fallito. Una caratteristica degna di nota di Mondo dell'Apocalisse è l'inclusione di alcune "mosse speciali", che si innesca quando un personaggio di una specifica classe incontra i trigger appropriati. 
Le mosse possono avere sia conseguenze meccaniche (infliggere x punti ferita, ottenere bonus ai tiri successivi, ecc..), sia narrativi (in base al risultato del dado, sarà infatti il giocatore a poter o dover descrivere cosa questa sua azione comporta, in termini di gioco).
Il mondo dell'apocalisse ha generato tutta una famiglia di giochi che ne riprendono le regole traslandone in un'altra ambientazione come per esempio il fantasy in Dungeon World (Sage LaTorra e Adam Keobel, 2012), l'horror moderno in Il mostro della settimana (Monster of the week, Michaels Sands, 2012), Cuori di mostro (Monsterhearts, Joe McDaldno 2012) o in Fantasmi assassini (Murderous Ghosts, Vincent Baker 2011), il cyberpunk in The Sprawl (Hamish Cameron, 2017),  facendone insieme a Fate il gioco indie più di successo. Questi giochi sono collettivamente noti come Powered by the Apocalypse.

## Riconoscimenti
Al momento dell'uscita, Apocalypse World ha vinto il premio Indie RPG Award 2010 e il Golden Geek RPG 2011 dell'anno ed è stato nominato gioco dell'anno sia al Golden Geek Awards che al Best of the Show di Lucca Comics & Games.